# Universidad Eclesiástica San Dámaso

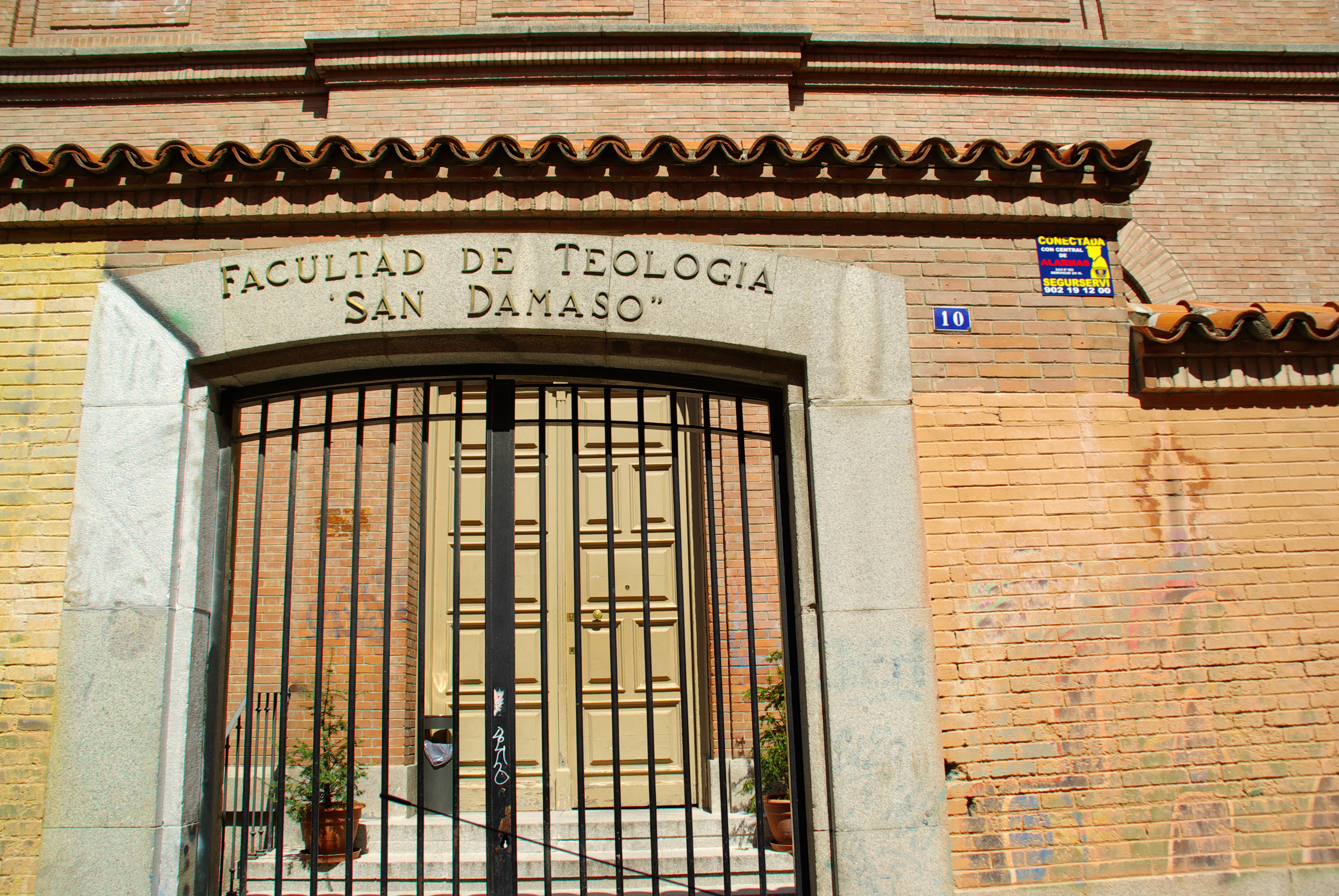
Universidad Eclesiástica San Dámaso

Die Universidad Eclesiástica San Dámaso, kurz UESD, ist eine Privatuniversität mit Sitz in Madrid, Spanien.

## Überblick
Vorläufer der Universität war ein 1967 gegründetes „Theologiestudium“ für die eigene Lehrtätigkeit des Priesterseminars in Madrid, das mit der Päpstlichen Universität Salamanca verbunden ist. Nachfolgend wurde die Fachrichtungen Katechese und Religionswissenschaften (1977) und Liturgie (1987) sowie Kirchenrecht (2007), Philosophie (2008) und ein Hochschulinstitut für Religionswissenschaften (2012) eingerichtet. Bereits 1990 wurde das Studienzentrum San Dámaso von der Kongregation für das katholische Bildungswesen unter Kardinal Antonio María Rouco Varela als Erzbischof von Madrid anerkannt. 2011 erfolgte die päpstliche Anerkennung durch die Kongregation für das katholische Bildungswesen.
Träger ist das Erzbistum Madrid. Der Name geht auf den hispanischen Papst Damasus I. zurück. Großkanzler ist Kardinal Carlos Osoro Sierra. Ihr Rektor ist Javier María Prades López.
Die Hochschule befindet sich in der Calle Jerte im Zentrum Madrids, neben der berühmten Basilika San Francisco el Grande und in unmittelbarer Nähe des Priesterseminars des Erzbistums Madrid (Seminário Conciliar de Madrid), wo sich auch die Bibliothek und die Fakultät für klassische und christliche Literatur befinden.

## Fakultäten
Die UESD bietet Ausbildungen in Philosophie, Theologie, christlicher und klassischer Literatur, Kirchenrecht und Religionswissenschaften auf Stufe Bachelor/ Master/ PhD.
Unter dem Motto «Veritatis Verbum communicantes» (deutsch Überbringer des Wortes der Wahrheit) hat die Universität die Aufgabe, Anwärter für das Priesteramt oder andere Formen des geweihten Lebens auszubilden, obwohl sie allen offen steht, die ihre Kenntnisse des katholischen Glaubens wissenschaftlich und rigoros vertiefen wollen. Sie arbeitet auch aktiv an verschiedenen Bildungsprogrammen des Erzbistums Madrid mit, wie an der ständigen Priesterausbildung und der Schule für Pastoralreferenten.